# Liên Mậu Quân
Liên Mậu Quân (tiếng Trung giản thể: 连茂君, bính âm Hán ngữ: Lián Màojūn, sinh tháng 11 năm 1970, người Hán) là chính trị gia nước Cộng hòa Nhân dân Trung Hoa. Ông là Ủy viên dự khuyết Ủy ban Trung ương Đảng Cộng sản Trung Quốc khóa XX, hiện là Thường vụ Thành ủy Thiên Tân, Bí thư Đảng ủy Tân khu Tân Hải, Chủ nhiệm Ủy ban Quản lý Khu Thương mại tự do Thiên Tân. Ông từng là Phó Thị trưởng Thiên Tân.
Liên Mậu Quân là đảng viên Đảng Cộng sản Trung Quốc, Cử nhân Luật học, Thạc sĩ Khoa học quản lý, Tiến sĩ Kinh tế học, Cao cấp chính công sư. Ông có sự nghiệp với nhiều kinh nghiệm công tác ở các khu thương mại tự do, tân khu, khu thí điểm đặc biệt phát triển kinh tế của Trung Quốc.

## Xuất thân và giáo dục
Liên Mậu Quân sinh vào tháng 11 năm 1970 tại chuyên khu Triều Dương, nay là địa cấp thị của tỉnh Liêu Ninh, Cộng hòa Nhân dân Trung Hoa. Ông lớn lên và tốt nghiệp cao trung ở Triều Dương, đến tháng 9 năm 1990 thì theo học Trường Chuyên khoa Cao đẳng Thương mại Liêu Ninh, nay được hợp nhất với Học viện Sư phạm Cẩm Châu để thành lập Đại học Bột Hải, tốt nghiệp chuyên ngành ứng dụng máy tính trong thương nghiệp vào tháng 8 năm 1993. Vào tháng 7 năm 2005, ông sang Lisle, Illinois, Hoa Kỳ để theo học quản lý xí nghiệp và nhận bằng Thạc sĩ Khoa học quản lý vào tháng 7 năm 2007, rồi sau đó 2 năm, ông là nghiên cứu sinh ở Trường Khoa học môi trường và thành thị của Đại học Sư phạm Đông Bắc về lĩnh vực kinh tế khu vực, trở thành Tiến sĩ Kinh tế học vào thang 6 năm 2015. Liên Mậu Quân được kết nạp Đảng Cộng sản Trung Quốc vào tháng 5 năm 1990, ông từng theo học bậc đại học dạng tại chức ở Trường Đảng Trung ương Đảng Cộng sản Trung Quốc từ tháng 8 năm 1998 đến tháng 12 năm 2000 và tốt nghiệp Cử nhân Luật học; sau đó tham gia chương trình nghiên cứu sinh tại chức về quản lý công cộng từ tháng 9 năm 2004 đến tháng 12 năm 2006 tại Trường Đảng Tỉnh ủy Liêu Ninh.

## Sự nghiệp

### Liêu Ninh
Tháng 8 năm 1993, sau khi tốt nghiệp Thương nghiệp Liêu Ninh, Liên Mậu Quân được Công ty Hàng không Bắc Phương nhận vào làm việc, bắt đầu ở vị trí cán bộ tổ chức đại đội phi hành của công ty. Suốt giai đoạn gần 10 năm 1993–2002, ông công tác ở bộ phận phục vụ cabin, lần lượt giữ các chức vụ như Chủ nhiệm Văn phòng, Phó Chủ nhiệm Phòng Chính trị rồi Phó Bí thư Đoàn ủy của bộ phận này. Đến tháng 2 năm 2002, ông rời Hàng không Bắc Phương, được điều tới Khu Khai phát kỹ thuật công nghệ cao nông nghiệp Thẩm Dương (Nông nghiệp Thẩm Dương) làm Chủ nhiệm Văn phòng Ủy ban Quản lý, sau đó là Phó Bí thư Ủy ban Công tác Kỷ luật từ tháng 10 năm 2003, Trợ lý Chủ nhiệm Ủy ban Quản lý từ tháng 3 năm 2004, rồi kiêm nhiệm Cục trưởng Cục Bất động sản của Nông nghiệp Thẩm Dương, Cục trưởng Phân khu Nông nghiệp Thẩm Dương của Cục Chấp pháp hành chính quản lý thành thị Thẩm Dương giai đoạn tháng 7–11 năm 2004. Vào tháng 6 năm 2006, ông là Phó Chủ nhiệm Ủy ban Quản lý Nông nghiệp Thẩm Dương, được 1 năm thì chuyển chức làm Phó Chủ nhiệm Ủy ban Quản lý khu vực mới Bồ Hà. Đến tháng 3 năm 2007, ông tiếp tục được điều chuyển và lần này tới quận Thẩm Bắc của Thẩm Dương nhậm chức Phó Quận trưởng, kiêm Chủ nhiệm Ủy ban Quản lý sản nghiệp công nghiệp bắp ngô Thẩm Dương, ở đây 7 tháng thì trở về chức vụ Phó Chủ nhiệm của Bồ Hà. Tháng 3 năm 2008, ông trở lại Thẩm Bắc một lần nữa, là Ủy viên Ủy ban Thường vụ Quận ủy, Phó Quận trưởng, sau đó 2 năm thì chuyển sang quận Vu Hồng làm Phó Bí thư Quận ủy, Quận trưởng, kiêm Chủ nhiệm Ủy ban Quản lý Khu Công nghiệp Đại Thẩm Dương, Chủ nhiệm Ủy ban Quản lý khu vực mới Đinh Hương Hồ, một khu vực tương tự Bồ Hà.
Sang tháng 2 năm 2013, Liên Mậu Quân được bổ nhiệm làm Tổng thư ký Chính phủ Nhân dân thành phố Thẩm Dương, Thành viên Đảng tổ Chính phủ thành phố, Bí thư Đảng tổ Sảnh Văn phòng thành phố, rồi được bầu vào Ủy ban Thường vụ Thành ủy Thẩm Dương, chuyển vị trí là Tổng thư ký Thành ủy từ tháng 9 năm 2016. Đến tháng 10 năm 2019, ông được phân công làm Phó Bí thư Ủy ban Công tác Đảng, Chủ nhiệm Ủy ban Quản lý tân khu Thẩm Phủ, một tân khu phát triển chiến lược của Liêu Ninh nằm ở giữa Thẩm Dương và địa cấp thị Phủ Thuận.

### Thiên Tân
Tháng 10 năm 2019, sau hơn 25 năm công tác ở quê nhà Liêu Ninh, Liên Mậu Quân được điều tới Thiên Tân, nhậm chức Phó Thị trưởng Thiên Tân, Thành viên Đảng tổ Chính phủ Nhân dân thành phố Thiên Tân. Đến tháng 4 năm sau thì ông được bầu vào Ủy ban Thường vụ Thành ủy Thiên Tân, được điều chuyển làm Bí thư Đảng ủy Tân khu Tân Hải, một trong hai tân khu cũng đồng thời là quận cấp phó tỉnh của Trung Quốc cùng Phố Đông, kiêm Chủ nhiệm Ủy ban Quản lý Khu thí nghiệm thương mại tự do Thiên Tân Trung Quốc. Cuối năm 2022, ông là đại biểu của đoàn Thiên Tân dự Đại hội Đảng Cộng sản Trung Quốc lần thứ XX. Trong quá trình bầu cử tại đại hội, ông được bầu là Ủy viên dự khuyết Ủy ban Trung ương Đảng Cộng sản Trung Quốc khóa XX.